# 陈坚雄
陳堅雄（1970年12月11日—2022年10月15日），國家一級演員，廣州相聲藝術團團长。知名作品有處境劇《外来媳妇本地郎》等。

## 家庭
陳堅雄的妻子名為黃敏，四川省都江堰市人，二人於2007年認識，半年後結婚。兩人育有一男一女，分別取名陳樂軒和陳緣緣，分別於2008年和2017年出生，在陳堅雄去世時分別為15歲（陳樂軒）、5歲（陳緣緣）。

## 生平
陳堅雄出生於廣東省廣州市，8歲時拜相聲表演藝術家黃俊英師學藝，12歲考入廣東粵劇學校。1990年，19岁的陈坚雄就凭参演小品《肥仔米》為觀衆留下深刻印象。長年於長壽處境劇飾演《外来媳妇本地郎》飾演蘇貴元（阿弟）。
2014年，曾與暱稱Happy仔的兒子陳樂軒參加广东广播电视台珠江频道拍攝的親子真人騷《百万宝贝》。2016年11月，被評爲一級演員。
2022年10月15日，陳堅雄在廣東電視中心二期停車場的私家車內被發現逝世，當天陳堅雄有通告要拍攝《外来媳妇本地郎》，到了拍攝時間，陳堅雄並沒有現身，《外来媳妇本地郎》劇組工作人員也聯系不上陳堅雄，直至下午，停車場保安在廣東電視中心二期停車場裡，發現陳堅雄在其本人的私家車裏，陳堅雄本人已經沒有任何生命跡象，疑心肌梗塞去世，終年51歲。其好友虎豔芬在微信朋友圈和微博發文哀悼。

## 演出作品
- 《大話黃飛鴻》飾 牙擦蘇[1]
- 《外来媳妇本地郎》 飾 蘇貴元（阿弟）
- 《乘龍怪婿》 飾 尚下九

## 獎項
- 粵語小品《三個男人的故事》[來源請求]- 第九届广东省鲁迅文学艺术奖（藝術類）[1][2]